# Žandov (Chlístovice)
Žandov (německy Schandau) je vesnice, část obce Chlístovice v okrese Kutná Hora. Nachází se asi šest kilometrů jihozápadně od Chlístovic. Vesnicí protéká Kraličský potok. Prochází zde silnice II/335.
Žandov je také název katastrálního území o rozloze 4,9 km². V katastrálním území Žandov leží i Pivnisko.

## Historie
První písemná zmínka o vesnici pochází z roku 1318.

## Pamětihodnosti
- Usedlost čp. 5
- Dům čp. 41